# Ennemis jurés
Pour plus de détails, voir Fiche technique et Distribution.
Ennemis jurés (Coriolanus) est un film britannico-serbo-américain de Ralph Fiennes sorti en 2012. Il s’agit d’une adaptation de la pièce de Shakespeare, Coriolan.

## Synopsis
De nos jours, Coriolan, héros de Rome, est banni de la ville par des politiciens et sa propre mère. Avec son ennemi d'arme Tullus Aufidius, il marche sur la ville dans l'intention de la détruire.

## Réalisation
Ralph Fiennes, le réalisateur, joue lui-même le rôle de Coriolan dans le film. Il a joué auparavant dans plusieurs pièces de Shakespeare.

## Fiche technique
- Titre original : Coriolanus
- Titre français : Ennemis jurés
- Réalisation : Ralph Fiennes
- Scénario : John Logan d'après la pièce de William Shakespeare
- Direction artistique : Ricky Eyres
- Photographie : Barry Ackroyd
- Montage : Nicolas Gaster
- Musique : Ilan Eshkeri
- Production : Ralph Fiennes, Colin Vaines, John Logan, Gabrielle Tana, Julia Taylor-Stanley :
- Société(s) de production :  Artemis Films, Atlantic Swiss Productions, Hermetof Pictures, Magnolia Mae Films
- Société(s) de distribution :  Lions Gate Film,  The Weinstein Company sociétés de distribution
- Pays d’origine :  Royaume-Uni/ Serbie/ États-Unis
- Langue : anglais
- Format : Couleurs (Fujicolor) - 35mm - 2.35:1 -  Son Dolby numérique
- Genre : Tragédie,  Action
- Durée : 122 minutes
- Dates de sortie :
  -  Canada : septembre 2011 (Festival international du film de Toronto)
  -  Royaume-Uni : 20 janvier 2012

- Récompenses : voir la section concernée

## Distribution

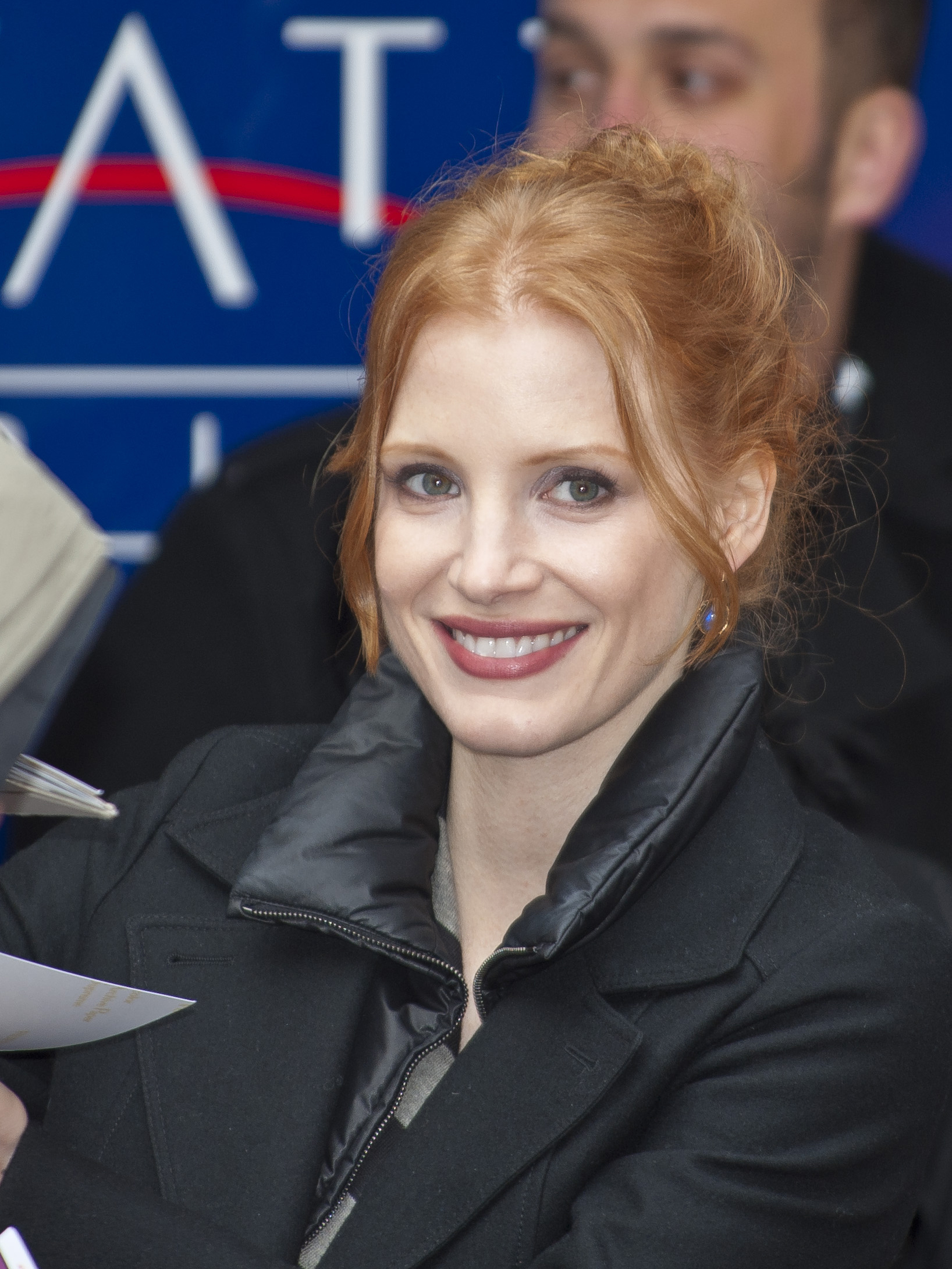
L'actrice Jessica Chastain, pour la présentation du film à la Berlinale 2011.

- Ralph Fiennes (V. F. : Bernard Gabay) : Coriolan
- Gerard Butler (V. F. : Boris Rehlinger) : Tullus Aufidius
- Vanessa Redgrave (V. F. : Nadine Alari) : Volumnia
- James Nesbitt (V. F. : Gabriel Le Doze) : Sicinius
- Brian Cox (V. F. : Jacques Frantz) : Menenius
- Jessica Chastain (V. F. : Delphine Rivière) : Virgilia
- Dragan Mićanović (en) (V. F. : Grégory Sengelin) : Titus
- Paul Jesson (V. F. : Michel Prud'homme) : Brutus
- Ashraf Barhom (V. F. : Joël Zaffarano) : Cassius
- Lubna Azabal : Tamora
- Harry Fenn : le jeune Martius

 Source et légende : version française (VF) sur RS Doublage

## Sortie et accueil
Ennemis jurés n'a pas rencontré un succès commercial, rapportant 1 072 602 $ de recettes mondiales, dont 757 195 $ aux États-Unis où il connaît une sortie limitée pour un budget de production de 7 millions $. En France, le film n'est pas distribué en salles, mais sorti directement en vidéo en mars 2013 chez Seven 7 Editions.
Il est largement bien reçu par la critique, obtenant un taux d'approbation de 93% sur le site Rotten Tomatoes, pour une moyenne de 7,4/10 et 136 critiques collectées et un score de 79/100 sur le site Metacritic, pour 32 critiques collectées.

## Distinctions

### Récompenses
- Los Angeles Film Critics Association Awards 2011 : meilleure actrice dans un second rôle pour Jessica Chastain
- San Francisco Film Critics Circle Awards 2011 : meilleure actrice dans un second rôle pour Vanessa Redgrave
- British Independent Film Awards 2011 : meilleure actrice dans un second rôle pour Vanessa Redgrave

### Nominations
- Berlinale 2011 : En compétition pour l'Ours d'or
- Festival du film de Londres 2011 : sélection officielle
- Festival international du film de Toronto 2011 : sélection officielle
- Detroit Film Critics Society Awards 2011 : meilleure actrice dans un second rôle pour Vanessa Redgrave

## Autour du film
Il s'agit de la deuxième adaptation à l'écran de la pièce de William Shakespeare après The Tragedy of Coriolanus en 1984.